# Oligopleura
Oligopleura is een geslacht van vlinders van de familie spanners (Geometridae), uit de onderfamilie Larentiinae.

## Soorten
- O. aulaeata Felder, 1875
- O. fusca Dognin, 1923
- O. macrocephalata Guenée, 1898
- O. malachitaria Herrich-Schäffer, 1855